# Stanley Milgram
Stanley Milgram (New York, 15 agosto 1933 – New York, 20 dicembre 1984) è stato uno psicologo statunitense che trascorse la sua carriera di ricercatore e professore presso le università Yale e Harvard, per poi trasferirsi alla City University di New York.
È ricordato per un famoso esperimento sull'obbedienza e l'autorità, chiamato appunto esperimento di Milgram.

## Biografia
Ideatore di raffinate tecniche di ricerca, è autore di vari contributi che riguardano la vita nelle grandi metropoli, la relazione tra il potere di condizionamento esercitato dalla televisione e i comportamenti antisociali. 
Ma il suo nome è soprattutto legato agli studi riguardanti la determinazione del comportamento individuale, da parte di un sistema gerarchico e autoritario che impone obbedienza. Nel 1961 egli condusse un celebre esperimento della durata di un'ora, presso i locali dell'Interaction Laboratory dell'Università di Yale, teso a verificare il livello di aderenza agli ordini impartiti da un'autorità, nel momento in cui tali ordini entrano in conflitto con la coscienza e la dimensione morale dell'individuo. Tale esperimento è noto come esperimento di Milgram.

## Nella cultura di massa
La sua vita e le sue ricerche hanno ispirato il film biografico Experimenter, diretto da Michael Almereyda.